# Euploea sabangana
Euploea sabangana är en fjärilsart som beskrevs av Kalis 1933. Euploea sabangana ingår i släktet Euploea och familjen praktfjärilar. Inga underarter finns listade i Catalogue of Life.